# José Ramón Uriarte
José Ramón Uriarte Zubero (Igorre, 21 gennaio 1967) è un ex ciclista su strada spagnolo di origini basche, professionista dal 1990 al 1999.

## Palmarès

### Strada
- 1994 (Banesto, due vittorie)

Trofeo Manacor
4ª tappa Vuelta a los Valles Mineros (Tineo > Mieres)
- 1997 (Banesto, una vittoria)

4ª tappa - parte b Grande Prémio Internacional de Torres Vedras-Troféu Joaquim Agostinho (Lisbona > Lisbona)
- 1998 (Festina-Lotus, una vittoria)

Classifica generale Vuelta a Chile

#### Altri successi
- 1991 (Banesto)

5ª tappa Vuelta a Burgos (Villalbilla de Burgos > Melgar de Fernamental, cronosquadre)
- 1993 (Banesto)

Criterium San Fausto de Durango
Trofeo Luis Ocaña
- 1994 (Banesto)

4ª tappa Vuelta a Mallorca
- 1995 (Banesto)

1ª tappa, 2ª semitappa Vuelta a La Rioja (Calahorra > Arnedillo, cronosquadre)
- 1997 (Banesto)

Subida al Txitxarro

## Piazzamenti

### Grandi Giri
- Giro d'Italia

1992: 80º
1994: 52º
1998: ritirato (5ª tappa)
- Tour de France

1992: 63º
1993: 94º
1994: 49º
1995: 69º
1996: 92º
- Vuelta a España

1991: ritirato (1ª tappa)
1993: 17º
1995: 63º
1998: 29º
1999: 65º

### Classiche monumento
- Milano-Sanremo

1990: 77º
1991: 94º
1992: 98º
1994: 62º
1996: 169º
- Giro delle Fiandre

1997: ritirato
- Parigi-Roubaix

1998: fuori tempo massimo
- Liegi-Bastogne-Liegi

1991: 79º
- Giro di Lombardia

1990: 51º
1991: 99º
1999: ritirato

### Competizioni mondiali
- Campionati del mondo

Benidorm 1992 - In linea Professionisti: ritirato
Oslo 1993 - In linea Professionisti: 34º
Agrigento 1994 - In linea Elite: ritirato
Valkenburg 1998 - In linea Elite: ritirato